# Púderező fiatal nő
A Púderező fiatal nő Georges Seurat festménye, amely a londoni Courtauld Gallery gyűjteményének része.

## Keletkezése
Seurat 1889–1890-ben festette a képet, amely a nevével fémjelzett pointilista stílusban készült. A festmény modellje Madeleine Knobloch, a művész szeretője volt, aki két gyereket is szült neki. Seurat szinte mindvégig titkos kapcsolatban élt a munkás származású nővel, egyaránt titkolta viszonyukat polgári családja és művészbarátai elől. A kép kiállításával azonban Seurat nyilvánosan is elismerte a kapcsolatot.
Az alkotás személyes jellegét tovább növelte volna, ha Seurat eredeti elképzelései szerint festi meg a képet. A vizsgálatok ugyanis feltárták, hogy a bal felső sarokban látható virágváza helyére először önmaga tükröződését festette a művész, de később meggondolta magát és átfestette. Ha maradt volna az eredeti változat, akkor ma ez a festmény lenne Seurat egyetlen fennmaradt önarcképe.